# Amblyomma cohaerens
Amblyomma cohaerens  (лат.) — вид клещей рода Amblyomma из семейства Ixodidae. Африка: Бурунди, Заир, Кения, Руанда, Судан, Танзания, Уганда, Эфиопия. Паразитируют на млекопитающих, главным образом, на крупном рогатом скоте и диких буйволах. Изредка встречаются и на других диких копытных. Незрелые клещи питаются на различных видах млекопитающих и птиц. В Эфиопии, максимальная активность наблюдается во время сезона дождей, и при благоприятных условиях может развиваться два поколения в год.